# Polychrysia argyritis
Polychrysia argyritis là một loài bướm đêm trong họ Noctuidae.